# 木下恵介アワー
『木下恵介アワー』（きのしたけいすけアワー）は、1964年10月27日から1974年9月25日までTBS系列（関西地区は当時ABC）で放送されたテレビドラマの枠である。
開始当初は『木下恵介劇場』（きのしたけいすけげきじょう）のタイトルだったが、1967年4月18日開始の『女と刀』から『木下恵介アワー』と改題した。
当初はモノクロ制作・放送だったが、『おやじ太鼓』の第12話（1968年4月2日）放送以降は全てカラー制作・放送となった。

## 概要
1964年に映画監督の木下恵介が、博報堂とTBS（当時：東京放送）と共に木下恵介プロダクションを設立し、木下恵介プロダクションが制作するドラマ枠を誕生させた。その作品は、かつて木下が手がけた映画作品が多かった。また開始当初は1ヶ月間の短期作品だったが、1965年4月6日開始の『喜びも悲しみも幾歳月』からは、半年前後の作品が大半を占めた。さらにその『喜びも…』からは木下との関わり合いから、松竹テレビ室が制作に協力するようになった。以降は木下が監修としての形でこのドラマ枠の制作に携った。
なお、継続中の1970年4月16日からは、TBSの木曜22時00分に『木下恵介・人間の歌シリーズ』（1時間ドラマ）が開始、週に2本の木下ものが放送されることとなった。
1973年10月3日からは水曜22時00分に移動したが、1974年9月25日終了の『わが子は他人』をもって10年の幕を降ろした。そして、引き続き木下恵介プロダクション制作の1時間ドラマ『華やかな荒野』を半年放送した後、腸捻転解消によって、この枠は毎日放送（MBS）制作枠となり、しばらくMBS制作ドラマを放送していた。
TBS系列局以外の地上波では2025年3月19日から千葉テレビ放送の平日15時30分枠にて放送されている。また過去には東海テレビ放送、名古屋テレビ放送、テレビ大阪、東京メトロポリタンテレビジョン、テレビ神奈川等で系列外放送されていた。
衛星放送では松竹系のBS松竹東急で、おやじ太鼓以降の作品（権利関係等で放送不可能な作品除く）が放送されている。また一部の作品がBS11、ホームドラマチャンネル、日本映画専門チャンネルで放送されていた。

## 放送時間
※ 全てJSTで表記。
- 火曜21時00分 - 21時30分（1964年10月27日 - 1973年9月25日）
- 水曜22時00分 - 22時30分（1973年10月3日 - 1974年9月25日）

## 作品リスト

### 木下恵介劇場
全てモノクロ
- 三人の琴（1964年10月27日 - 11月17日）
- あっけらかん（1964年11月24日 - 12月8日）
- 見知らず柿（1964年12月15日 - 12月29日）
- お好み焼きてんまつ記（1965年1月5日 - 1月26日）
- まだ寒い春（1965年2月2日 - 2月23日）
- 石の薔薇（1965年3月2日 - 3月30日）
- 喜びも悲しみも幾歳月（1965年4月6日 - 9月28日）
- 二人の星（1965年10月5日 - 1966年3月29日）
- 記念樹（1966年4月5日 - 1967年2月14日）
- 今年の恋（1967年2月21日 - 4月11日）

### 木下恵介アワー
『おやじ太鼓』第11話（1968年3月26日放送）まではモノクロ、同第12話（同年4月2日放送）以降は全てカラー。
- 女と刀（1967年4月18日 - 10月10日）
- もがり笛（1967年10月17日 - 1968年1月9日）
- おやじ太鼓（1968年1月16日 - 10月8日）
- 3人家族（1968年10月15日 - 1969年4月15日）
- おやじ太鼓2（1969年4月22日 - 10月14日）
- 兄弟（1969年10月21日 - 1970年4月14日）
- あしたからの恋（1970年4月21日 - 11月24日）
- 二人の世界（1970年12月1日 - 1971年5月25日）
- たんとんとん（1971年6月1日 - 11月30日）
- 太陽の涙（1971年12月7日 - 1972年5月30日）
- 幸福相談（1972年6月6日 - 9月26日）
- おやじ山脈（1972年10月3日 - 1973年3月27日）
- 思い橋（1973年4月3日 - 9月25日） - ここまで火曜21時00分枠。
- 炎の旅路（1973年10月3日 - 1974年3月27日） - ここから水曜22時00分枠。
- わが子は他人（1974年4月3日 - 9月25日）

## スポンサー
- 『木下恵介劇場』時代は、大正製薬の一社提供だった。
- 『木下恵介アワー』に改題されてからは、日産自動車の一社提供となり、『日産火曜劇場』という冠が付いた(火曜時代末期は『日産火曜劇場』の冠が取れ、日産自動車とセイコーの二社提供となった)。
- 水曜22時枠への移行を機に日産自動車とセイコーがスポンサーを降板。番組終了までの1年間は味の素他複数社の提供となった(なお、日産自動車とセイコーは引き続き同じ火曜21時枠のドラマ『あんたがたどこさ』の提供スポンサーとなっている)。

## 参考資料
- キー局番組編成変遷表